# تيري فين
تيري فين (بالإنجليزية: Terry Finn)‏ هي ممثلة أمريكية، ولدت في 6 أغسطس 1955 في لونغ آيلاند سيتي في الولايات المتحدة.

## وصلات خارجية
- تيري فين على موقع IMDb (الإنجليزية)
- تيري فين على موقع قاعدة بيانات برودواي على الإنترنت (الإنجليزية)
- تيري فين على موقع ديسكوغز (الإنجليزية)
- تيري فين على موقع قاعدة بيانات الفيلم (الإنجليزية)